# Chrysis aswathiae
Chrysis aswathiae es una especie de avispa del género Chrysis, familia Chrysididae. Fue descrita por Rosa en 2021. Se encuentra en India.